# Tekom, Yucatán
Tekom là một đô thị thuộc bang Yucatán, México. Năm 2005, dân số của đô thị này là 2933 người.